# Girolamo Rossi Martini
Girolamo Carlo Giuseppe Vincenzo Sigismondo Rossi Martini dei conti Martini Giovio della Torre (Genova, 12 maggio 1846 – Genova, 13 maggio 1921) è stato un imprenditore e politico italiano.